# Equipe bruneana na Copa Davis
A equipe bruneana na Copa Davis representa Brunei na Copa Davis, principal competição de tênis masculina por equipes do mundo. É administrada pela Brunei Darussalam Tennis Federation.